# Lócrida Epicnemidia

Mapa de la zona de Grecia central donde se ubican algunas de las principales ciudades de la antigua Lócride. Lócrida Epicnemidia estaba en la parte oriental.

Lócrida Epicnemidia fue la parte de la Lócrida donde vivían los locrios epicnemidios (Ἐπικνημίδιοι), dentro del distrito de Lócrida oriental. Recibían su nombre por el monte Cnemis.
Según menciona Estrabón, el puerto de Dafnunte, que en su época estaba arrasado, había sido en otros tiempos un enclave de los foceos que además separaba la Lócrida Opuntia de la Epicnemidia y los epicnemidios vivían al norte de Dafnunte, hasta la zona de las Termópilas.
Algunas de sus ciudades eran, de norte a sur a lo largo de la costa: Nicea, Escarfia y Tronio.